# Xã Marysville, Quận Wright, Minnesota
Xã Marysville (tiếng Anh: Marysville Township) là một xã thuộc quận Wright, tiểu bang Minnesota, Hoa Kỳ. Năm 2010, dân số của xã này là 2.147 người.